# Scott-trial
De Scott-trial was een wedstrijd die ontstond toen de testrijders van de Scott-motorfietsenfabriek in hun testroute (to try = proberen, testen) steeds moeilijkere hindernissen gingen inbouwen. Hieruit ontstond de trial, evenals de speedtrial, de voorloper van enduro.